# Княгининська сільська рада (Мядельський район)
Княгининська сільська рада (біл. Княгінінскі сельсавет) — адміністративно-територіальна одиниця в складі Мядельського району розташована в Мінській області Білорусі. Адміністративний центр — Княгинин.
Княгининська сільська рада розташована на межі центральної Білорусі, у північній частині Мінської області орієнтовне розташування — супутникові знимки [Архівовано 22 Червня 2007 у Wayback Machine.], на південний схід від Мяделі.
До складу сільради входять 27 населених пунктів:
- Озероди • Виголовичі • Витріски • Городище • Єльниця • Зарічне • Киржино • Княгинин • Ковалі • Косміно • Коники • Круглове • Льотки • Липки • Матяси • Морги • Нивки • Осове • Відкуп • Пашковщина • Пасічне • Підбереззя • Половики • Холмівка • Холма • Шимани • Янушево • Яцковичі • Дятловщина.